# Нарочанські озера
Нарочанські озера — група озер на північному заході Мядельського району Мінської області. Включає в себе як Нароч — найбільшу водойму Білорусі, так і менші озера Мястро, Баторино, Біле.
Загальна площа озер складає 100 км², басейну — 279 км². Група розташована в Нарочано-Вілійській низовині. Озера Мястро й Нароч з'єднані Скемою, а з Баторино — річкою Дробня. З Нарочі витікає однойменна річка — притока Вілії. Озеро Біле є безстічним.
Свого сучасного вигляду група набула після відступу льодовика.
Озера й навколишні території включено до національного парку «Нарочанського», створеного 28 липня 1999 року.

## Галерея

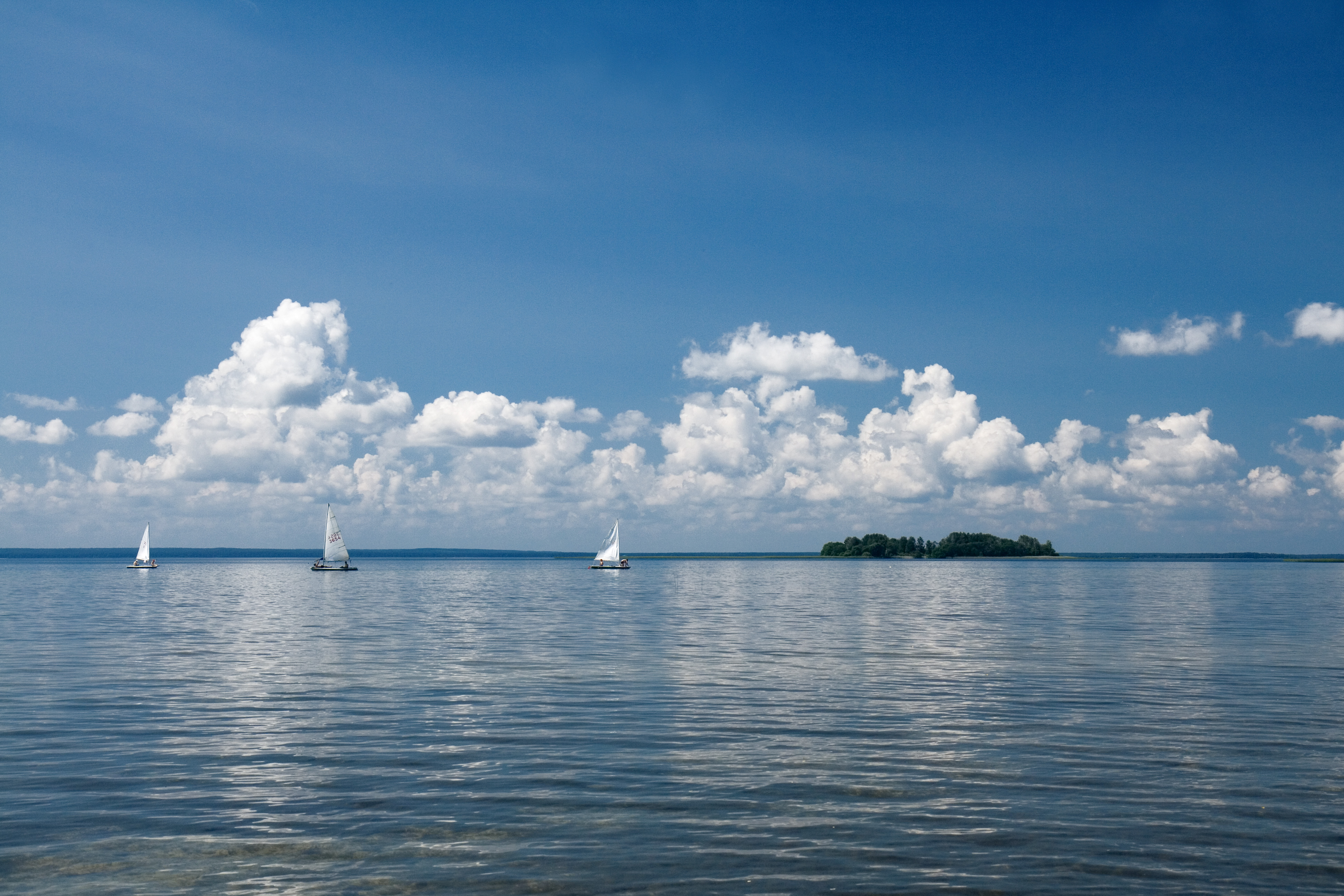
Нароч
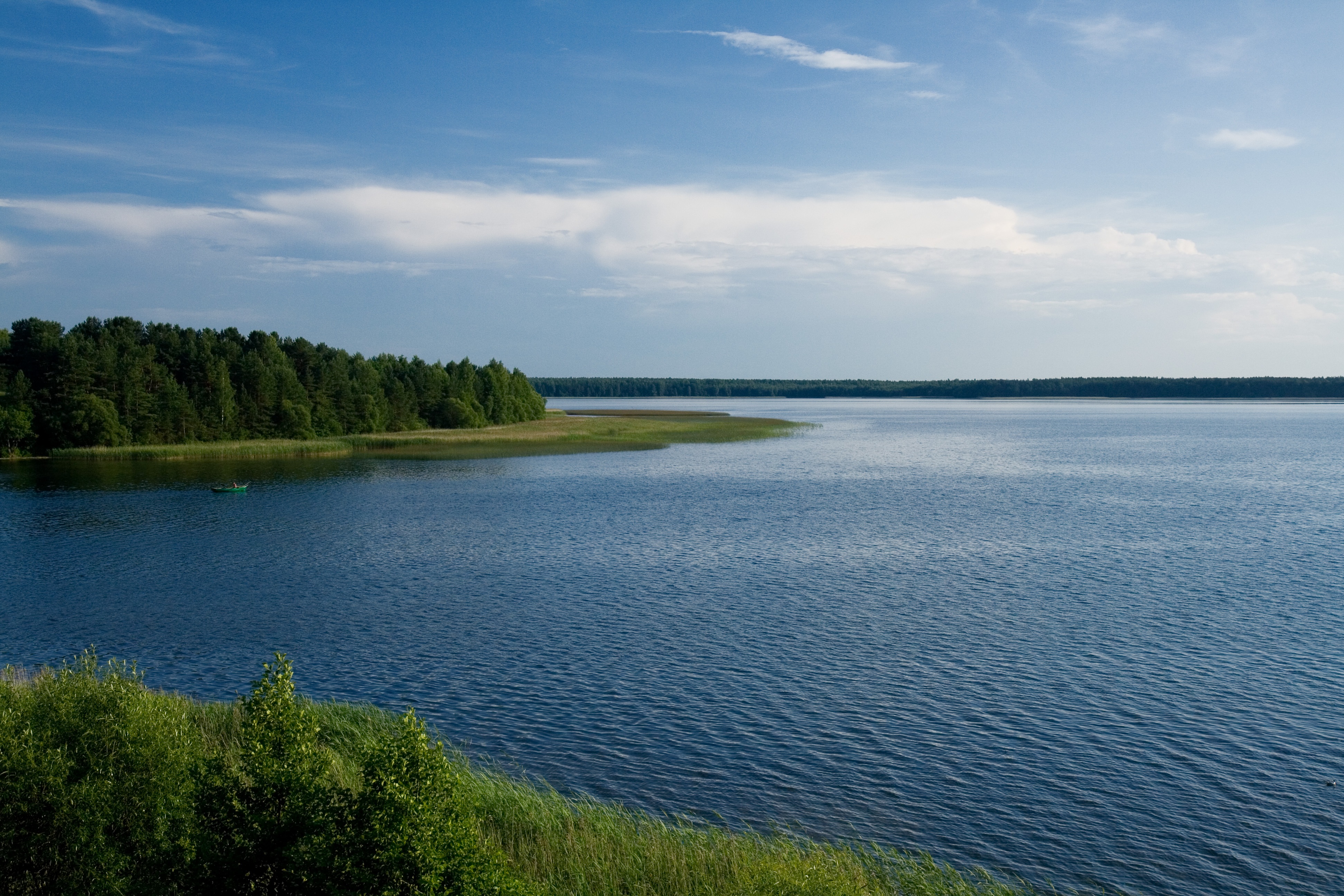
Мястро
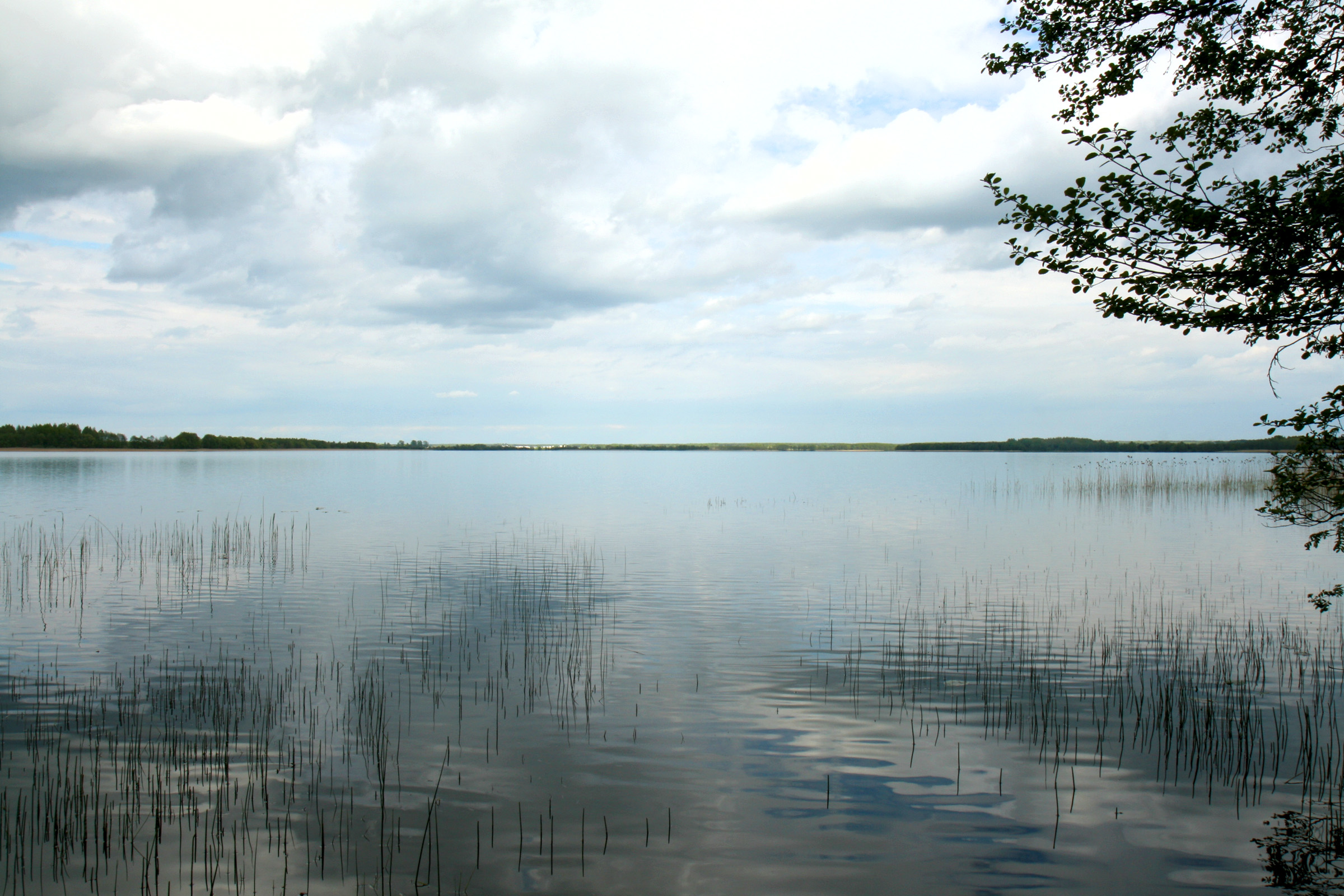
Баторино
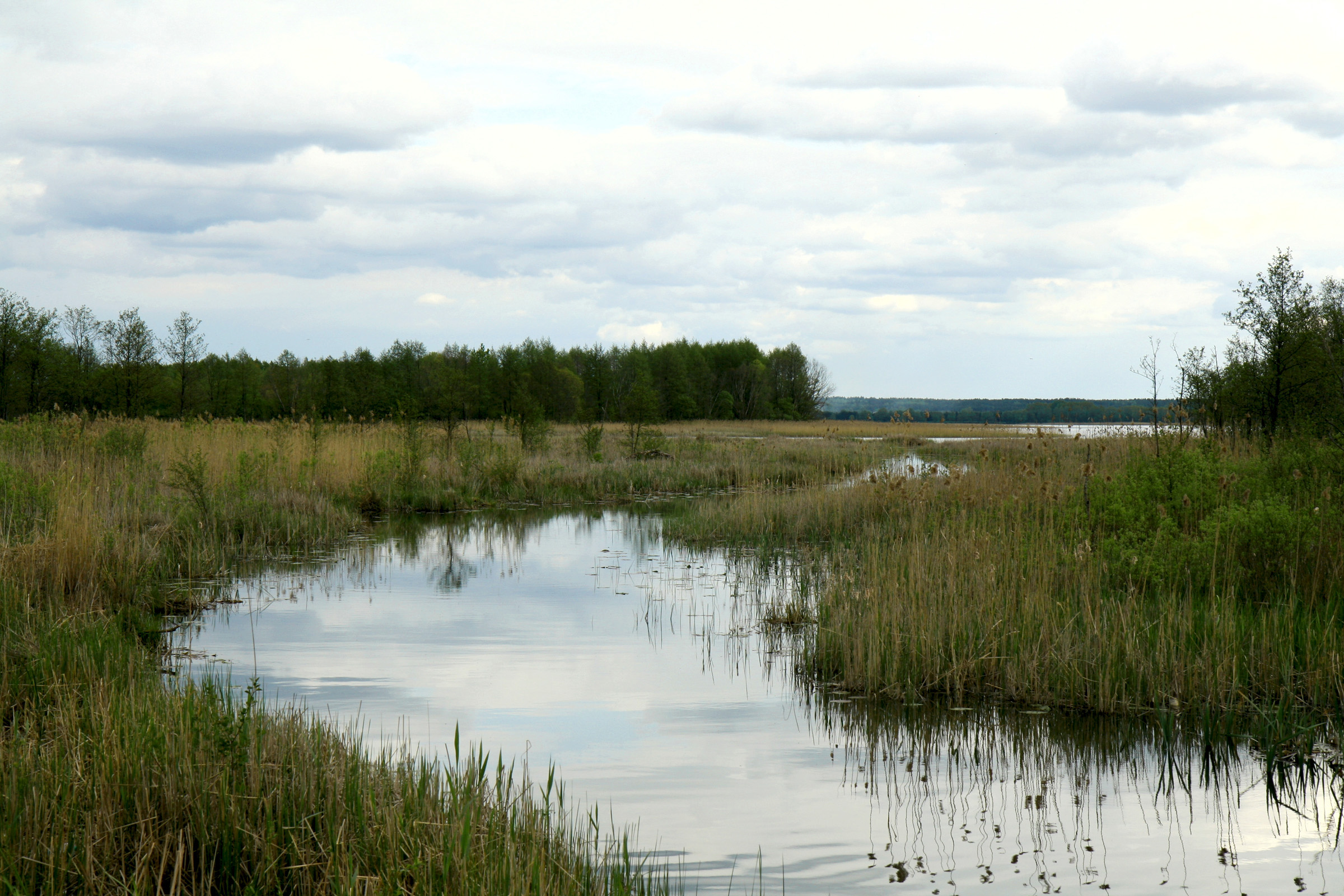
Річка Дробня